# Felicitas Agnesia Ritz

Felicitas Agnesia Ritz
ca. 1780, unbekannter Künstler

Maria Felicitas Agnesia Ritz, auch Maria Felicitas Agnesia Rietz sowie Felicitas Agnese Ritz (* 11. März 1757 in Würzburg; † 24. August 1835 in Schwerin) war eine deutsche Opernsängerin (Sopran). 1778 bis 1788 trat sie als „Mad. Benda“ auf, ab 1789 als „Mad. Heine“ (auch Heyne).

## Leben
Felicitas Ritz erhielt Gesangsunterricht vom Würzburger (aus Italien stammenden) Hoftenoristen und Kapellmeister Dominicus Stephani, dem späteren Ehemann ihrer älteren Schwester Sabine Ritz-Stephani. Mit 14 Jahren debütierte sie in Amsterdam, ebenso erfolgreich etwas später am Kölner Theater. 1778 wurde sie in Hanau Mitglied der Seylerschen Schauspielgesellschaft und heiratete deren Violinisten und Konzertmeister Friedrich Ludwig Benda, Sohn des bekannten Komponisten Georg Anton Benda.
Nachdem sich die Gesellschaft Ende 1779 in Mannheim aufgelöst hatte, ging das Ehepaar Benda über Gotha und Leipzig nach Berlin an das Döbbelinsche Theater: Hier glänzte „Mad. Benda“ besonders in Bravour-Arien, z. B. von Paesiello und trat in G. A. Bendas Bühnenwerken Romeo und Julie und Walder auf. Auch ihr Ehemann fand als ihr einfühlsamer Begleiter auf der Violine und beim Vortrag seiner eigenen Kompositionen allgemeinen Beifall. Von Oktober 1780 bis April 1782 waren sie mit ähnlichem Repertoire am Theater in Hamburg, doch trotz des Erfolges wurde nach unüberbrückbaren Differenzen sowohl mit ihren Kolleginnen und als auch dem Publikum das Engagement seitens der Mad. Benda vorzeitig beendet.

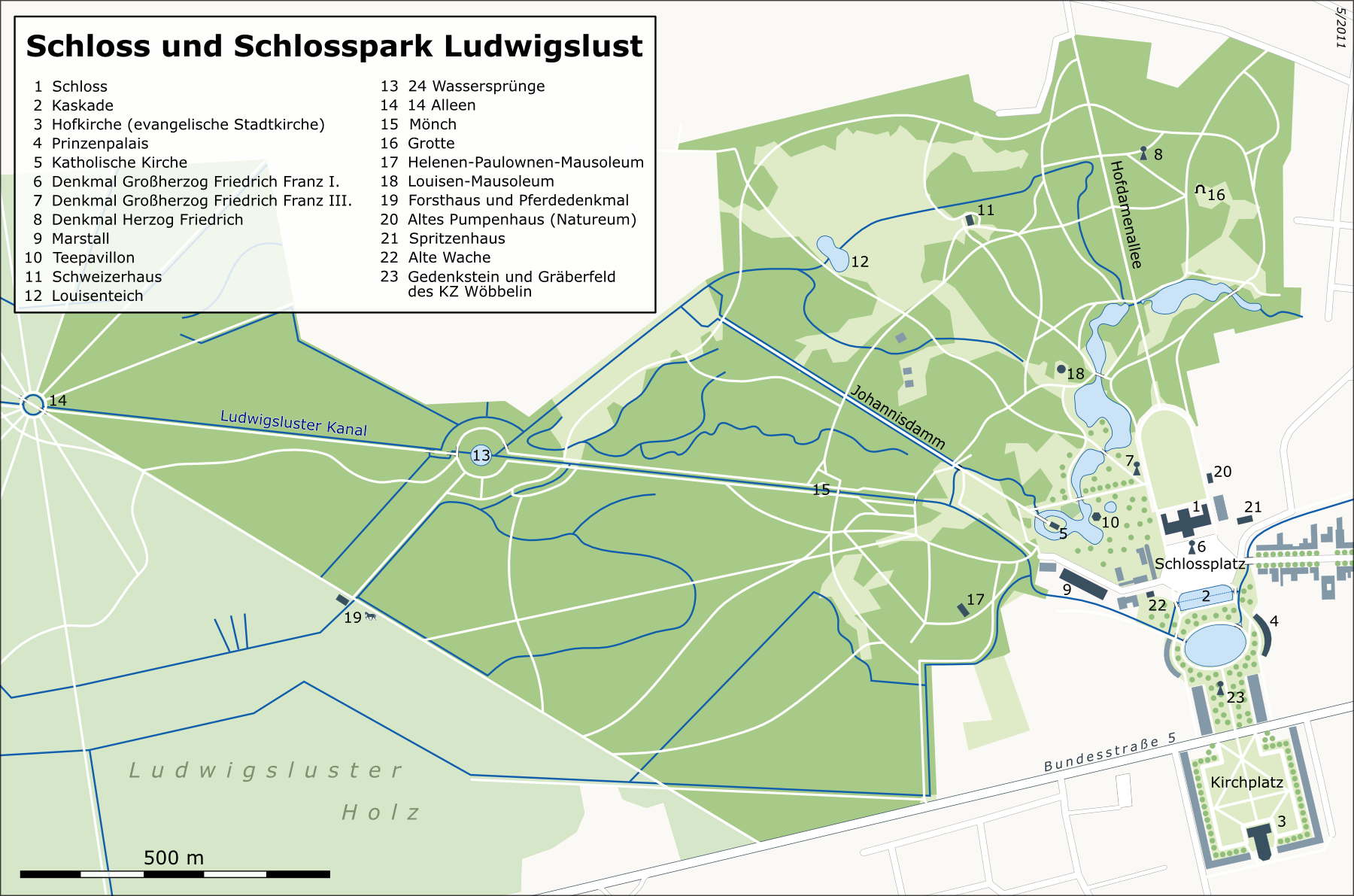
Zuordnung Schloss Ludwigslust und Kirche, Arbeitsplätze der Hofmusiker

Ludwigslust: links neben der kleinen Brücke Haus Am Bassin Nr. 7, gegenüber dem Prinzenpalais

Während des anschließenden gemeinsamen Engagements am Hofe von Ludwigslust ab Mai 1782 war das Paar häufig und monatelang auf Konzertreisen mit Auftritten in Hamburg, Lübeck, Gotha, Wien, Prag, Dresden, Leipzig und Berlin. Der Hof akzeptierte und würdigte die langen Abwesenheiten, weil die zunehmende Berühmtheit des Paares der Reputation Ludwigslusts diente. Als nach einer besonders erfolgreichen Ost-Tournée Friedrich Ludwig Benda in Königsberg ein Direktorenposten angeboten wurde, kehrte Felicitas Agnesia Benda im Oktober 1788 im Streit allein nach Ludwigslust zurück, bezichtigte ihren Ehemann der unerlaubten, böswilligen Abwesenheit vom Hofe und reichte die Scheidung ein, die zum 15. April 1789 ausgesprochen wurde.
Bereits am 11. Mai heiratete sie den Flötisten und Hofmusikus Samuel Friedrich Heine, auch: Heyne, (1764–1821). Wegen streitsüchtigen Verhaltens fiel das Paar in Ungnade und floh im Januar 1790 nach Holland, durfte jedoch angesichts der gehobenen Stellung von Felicitas Agnesia Heine später wieder an den Hof von Ludwigslust zurückkehren. Eine 1791 unternommene Tournée nach England und Schottland war für Mad. Heine besonders in London erfolgreich. 1797 heiratete sie in Reval einen Herrn Zeibisch, angeblich ihr fünfter Ehemann, und gab dort ein letztes Gastspiel, allerdings soll sie bis 1804 in Schwerin, wo sie 1835 an Altersschwäche starb, noch Hofkonzerte gegeben haben.

## Bühnenrollen (Auswahl)
- Hannchen in Das gute Mädchen von Goldini/Johann Joachim Eschenburg-Piccinni
- Julie in Romeo und Julie von Georg Anton Benda, Libretto von Gotter
- Sophie in Walder von Georg Anton Benda, Libretto von Gotter
- Parthenia in Alceste von Wieland/Schweitzer
- Amor in Der Krieg von Goldoni/Hiller
- Apollo in Urtheil des Midas von Grétry

außerdem Auftritte in:
- Die Pilgrime zu Mecca von Gluck
- Die eingebildeten Philosophen von Paesiello
- Der Barbier von Sevilla von Friedrich Ludwig Benda
- Das Winterfest der Hirten von Rosetti (= Franz Anton Rösler)
- Amore und Psyche von Schuster
- Bravour-Arien  von Paesiello und Majo

## Resonanz
Die gesangliche Leistung von Felicitas Agnesia Ritz wird in den historischen Quellen überwiegend positiv beurteilt. Ihre kraftvolle Stimme wurde besonders von Gluck bewundert, und Naumann nennt sie eine „namhafte Koloratur-Sängerin“. Felicitas Agnesia Ritz wurde auch mehrfach mit „der Mara“ und „der Gabrieli“ verglichen, und Wolf beschreibt den Umfang ihrer Stimme anlässlich seines Aufenthaltes in Ludwigslust 1782 wie folgt:
Um den Fähigkeiten seiner braven Frau zu huldigen hatte er (Friedrich Ludwig Benda) eben eine Arie gesetzt, in welcher alle Schwierigkeiten

für irgend eine Singstimme zu Hause waren, und ließ sie in meiner Gegenwart probiren: Läufer und haltende Noten waren zur guten Wirkung in

einander geflochten, besonders aber drückte sich meinem Ohre eine Passage so tief ein, daß mir es vorkömmt, als hörte ich sie noch.

Sie fing, wo ich nicht irre, im ungestrichenen a an, und lief im äußerten Allegro die ganze chromatische Tonleiter doppelt, und noch eine Terz,

bis ins dreigestriche cis durch; diese Passage artikulierte sie so schön und deutlich, als die der geschickteste Klavierspieler herauszuspielen

kaum im Stande seyn kann.
Carl Friedrich Cramer trifft 1783 in Ludwigslust auf „Mad. Benda“ und setzt sie wortreich und voller Bewunderung ebenfalls der Mara gleich, nicht ohne sich darüber hinaus auch kritisch zu äußern.
Auf Grund ihrer Begabung und ihrer fundierten Gesangsausbildung hatte Felicitas Agnesia Ritz Grund für selbstbewusstes Auftreten sowohl auf der Bühne als auch im privaten sowie im öffentlichen Leben. In Ludwigslust war ihr Einkommen um einiges höher als das ihres Ehemannes Benda, und Ehemann Heine soll von Haus aus so vermögend gewesen sein, dass er dem Ludwigsluster Herzog sogar ein Darlehen in Höhe von 3000 Reichstaler Gold geben konnte.
Allerdings wurden die Persönlichkeitsmerkmale von Felicitas Agnesia Ritz nicht nur in der zeitgenössischen Unterhaltungsliteratur als übermäßig ehrgeizig, rücksichtslos karrieresüchtig und unstet kommentiert. Aber dafür dass sie insgesamt fünfmal geheiratet haben soll, fanden sich keine Anhaltspunkte.